# Prosotas nora
Prosotas nora is een vlinder uit de familie van de Lycaenidae. De wetenschappelijke naam van de soort is voor het eerst gepubliceerd in 1860 door Cajetan Freiherr von Felder.
De soort komt voor in India, Thailand, Indonesië, Taiwan, de Filipijnen en Australië. 

## Ondersoorten
- Prosotas nora nora
- Prosotas nora ardates (Moore, 1875)
- Prosotas nora auletes (Waterhouse & Lyell, 1914)
- Prosotas nora caliginosa Druce, 1891
- Prosotas nora dilata (Evans, 1932)
- Prosotas nora formosana (Fruhstorfer, 1916)
- Prosotas nora fulva (Evans, 1925)
- Prosotas nora kupu (Kheil, 1884)
- Prosotas nora meraha Fruhstorfer, 1916
- Prosotas nora semperi (Fruhstorfer, 1916)
- Prosotas nora superdates (Fruhstorfer, 1916)